# Pteronycta ptyorhyncha
Pteronycta ptyorhyncha är en fjärilsart som beskrevs av George Francis Hampson 1895. Pteronycta ptyorhyncha ingår i släktet Pteronycta och familjen nattflyn. Inga underarter finns listade.